# Teoria przewagi absolutnej
Teoria przewagi absolutnej jest podstawową teorią międzynarodowych stosunków gospodarczych. Jej autorem był Adam Smith, jeden z pierwszych ekonomistów liberalnych. Swe rozważania zawarł w dziele pod tytułem: „Badania nad naturą i przyczynami bogactwa narodów”.

## Założenia teorii
Smith zauważył, iż wydajność pracy robotników związana jest z ich specjalizacją i podziałem pracy. Na tej podstawie wysnuł wniosek, że specjalizacja w ramach gospodarki pozwala na zwiększenie ilości wytwarzanych dóbr. Podobnie w gospodarce międzynarodowej może dojść do międzynarodowego podziału pracy, co pozwoli na powiększenie dóbr dostępnych dla każdego społeczeństwa, biorącego udział w wymianie międzynarodowej. Międzynarodowy podział pracy pozwala lepiej spożytkować przez kraje uczestniczące w wymianie posiadane przez nie zasoby, co wyraża się w tym, iż kraje eksportują te dobra, w których produkcji się specjalizują. Importują natomiast dobra, w których produkcji specjalizują się partnerzy.
Smith wskazał również kryterium, którym państwo powinno się kierować przy wyborze specjalizacji. Tym kryterium powinny być absolutne różnice w kosztach wytwarzania. Wynika to ze zróżnicowanego wyposażenia poszczególnych państw w zasoby naturalne, technologii, doświadczenia w produkcji danego dobra itd.

## Teoria przewagi absolutnej a merkantylizm
Smith podważył podstawową teorię merkantylistów, iż źródłem bogactwa państw jest gromadzenie zasobów złota. Smith w swej teorii wykazał, że handel międzynarodowy jest grą o sumie niezerowej. Oznacza to iż, każde państwo uzyskuje korzyści z handlu międzynarodowego. Aby zilustrować wyżej opisaną teorię, można posłużyć się przykładem. Państwo X posiada absolutną przewagę w produkcji dobra a, natomiast państwo Y posiada absolutną przewagę w produkcji dobra b. Zgodnie z teorią kosztów absolutnych państwo X powinno produkować wyłącznie dobro a, ponieważ poprzez handel międzynarodowy może korzystnie wymienić nadwyżkę tego dobra na dobro b.

## Braki teorii
Oczywiście teoria Smitha nie tłumaczy wszystkich przepływów w handlu międzynarodowym. W swej publikacji autor nie daje żadnych wskazówek państwom, które produkują wszystkie dobra absolutnie drożej niż ich partnerzy handlowi. W tej sytuacji nastąpiłby niekorzystny bilans handlowy, który prowadziłby w konsekwencji do wypływu kruszców i kapitału od słabszego partnera. W teorii Smitha nie wzięto pod uwagę kosztów transportu, przepływu technologii, a także istnienia barier, które uniemożliwiają lub utrudniają prowadzenie międzynarodowego handlu. Do takich barier można zaliczyć chociażby cło.
Mimo wspomnianych mankamentów, teoria przewagi absolutnej pozwoliła odejść od teorii merkantylizmu i spojrzeć szerzej na międzynarodowe stosunki gospodarcze.